# Eva Grebel
Eva Katharina Grebel (Dierdorf, 1966) é uma astrônoma alemã. É professora do Astronomisches Rechen-Institut, Zentrum für Astronomie der Universität Heidelberg.

## Prêmios e condecorações
- Prêmio de Ciências Hector 2015[1]